# BeNe Cup 2024 (femminile)
La BeNe Cup 2024, 1ª edizione della omonima competizione, si è svolta il 29 dicembre 2024: al torneo hanno partecipato una squadra di club belga e una olandese e la vittoria finale è andata per la prima volta all'Asterix Avo.

## Formula
La formula ha previsto una gara unica.

## Squadre partecipanti
| Squadra     | Qualificazione                |
| ----------- | ----------------------------- |
| Asterix Avo | Vincitrice Liga A 2023-24     |
| Sneek       | Vincitrice Eredivisie 2023-24 |

## Torneo
| 29 dicembre 2024 Maaspoort Den Bosch, 's-Hertogenbosch Durata: ? - Spettatori: ? | Sneek | 1 - 3 | Asterix Avo | 21-25, 13-25, 25-21, 12-25 |